# Pacman (система управления пакетами)
Pacman (аббр. от англ. package manager) является официальным менеджером пакетов для Arch Linux. Pacman был разработан создателем Arch Linux Джаддом Винетом.
Pacman способен сам найти зависимости, автоматически загрузить и установить все необходимые пакеты. Как правило, пользователю достаточно выполнить только одну команду для полного обновления всей системы.

## Структура
Все пакеты Pacman представляют собой сжатые tar-архивы, каждый из которых содержит программы в откомпилированном виде. Пакеты загружаются по протоколам FTP или HTTP с определённых сайтов. Pacman дополняет Arch Linux Build System (ABS — система сборки Arch Linux), используемую для создания пакетов из исходных текстов. Данная утилита была упразднена.

## Цель
Следуя философии Arch Linux, Pacman ставит перед собой цель быть мощной системой управления пакетами и при этом оставаться простой в изучении.

## Команды
```
pacman
 
-Syu
	    
Обновление
 
баз
 
данных
 
пакетов
 
и
 
полное
 
обновление
 
системы
pacman
 
-Sy
		
Обновление
 
баз
 
данных
 
пакетов
pacman
 
-Su
		
Полное
 
обновление
 
системы

pacman
 
-Ss
 
пакет
		
Поиск
 
пакетов
pacman
 
-Ss
 
^пакет
       
Поиск
 
пакетов
 
по
 
регулярному
 
выражению
pacman
 
-Qs
 
пакет
        
Поиск
 
пакетов
 
в
 
установленной
 
системе

pacman
 
-S
 
пакет
	        
Установить
 
пакет
pacman
 
-Sw
 
пакет
	    
Загрузить
 
пакет,
 
но
 
не
 
устанавливать

pacman
 
-R
 
пакет
		    
Удалить
 
пакет
pacman
 
-Rn
 
пакет
        
Удалить
 
пакет
 
и
 
его
 
конфигурационные
 
файлы
pacman
 
-Rs
 
пакет
		
Удалить
 
пакет
 
с
 
зависимостями
 
(
не
 
используемыми
 
другими
 
пакетами
)

pacman
 
-Rsn
 
пакет
		
Удалить
 
пакет
 
с
 
зависимостями
 
(
не
 
используемыми
 
другими
 
пакетами
)
 
и
 
его
 
конфигурационные
 
файлы

pacman
 
-Qdt
						
Показать
 
список
 
всех
 
пакетов-сирот
 
(
с
 
указанием
 
версий
)

pacman
 
-Qdtq
    				
Показать
 
список
 
всех
 
пакетов-сирот
 
(
без
 
указания
 
версий
)

pacman
 
-Qqdt
 
|
 
pacman
 
-Rsn
 
-
	
Удаление
 
всех
 
пакетов-сирот

pacman
 
-Sc
		
Очистка
 
кэша
 
неустановленных
 
пакетов
pacman
 
-Scc
		
Очистка
 
кэша
 
пакетов

pacman
 
-Qe
      
Показать
 
список
 
явно
 
установленных
 
пакетов
 
в
 
системе
 
(
с
 
указанием
 
версий
)

pacman
 
-Qqe
		
Показать
 
список
 
явно
 
установленных
 
пакетов
 
в
 
системе
 
(
без
 
указания
 
версий
)

Установить
 
пакет
 
локально
 
или
 
через
 
URL:
pacman
 
-U
 
[
/путь
 
к
 
пакету/
][
пакет.pkg.tar.xz
]

Пример
 
локально:
pacman
 
-U
 
~/Загрузки/examplepkg.pkg.tar.xz
Пример
 
через
 
URL:
pacman
 
-U
 
http://www.examplepackage/repo/examplepkg.tar.xz

```

## Графические фронт-энды
- Octopi (написан на Qt)
- Pamac (написан на GTK)
- PacmanXG (не требует тулкитов, использует для своей отрисовки API X Window System)
- tkpacman (использует для своей отрисовки Tk)

## Системы, использующие Pacman
- Antergos
- Arch Linux
- ArchBang
- ArcoLinux[5]
- Artix Linux
- Chakra Linux
- ConnochaetOS (формально это продолжение разработки DeLi Linux, но под новым именем и только две версии дистрибутива использовали pacman[6])
- DeLi Linux
- Frugalware (модифицированный pacman-g2)
- Garuda Linux[7]
- Git SDK[8][9]
- Hyperbola GNU/Linux-libre[англ.]
- Manjaro Linux
- MSYS2
- PacBSD
- Parabola
- SystemRescue (с 6-й версии базируется на Arch Linux. До 6-й базировался на Gentoo и назывался SystemRescueCD[10])